# Steinhatchee
Steinhatchee ist  ein census-designated place (CDP) im Taylor County im US-Bundesstaat Florida.
Das U.S. Census Bureau hat bei der Volkszählung 2020 eine Einwohnerzahl von 1049 ermittelt.

## Geographie
Steinhatchee befindet sich an der Mündung des Steinhatchee River in den Golf von Mexiko, rund 55 Kilometer südlich von Perry sowie etwa 130 Kilometer südöstlich von Tallahassee. Der CDP befindet sich am südwestlichen Ende der Florida State Road 51.

## Demographische Daten
Laut der Volkszählung 2010 verteilten sich die damaligen 1047 Einwohner auf 1569 Haushalte, davon sind die meisten als Zweitwohnsitz genutzte Ferienwohnungen. 98,7 % der Bevölkerung bezeichneten sich als Weiße, 0,3 % als Indianer und 0,3 % als Asian Americans. 0,6 % gaben die Angehörigkeit zu einer anderen Ethnie und 0,2 % zu mehreren Ethnien an. 1,9 % der Bevölkerung bestand aus Hispanics oder Latinos.
Im Jahr 2010 lebten in 15,1 % aller Haushalte Kinder unter 18 Jahren sowie 46,7 % aller Haushalte Personen mit mindestens 65 Jahren. 61,9 % der Haushalte waren Familienhaushalte (bestehend aus verheirateten Paaren mit oder ohne Nachkommen bzw. einem Elternteil mit Nachkomme). Die durchschnittliche Größe eines Haushalts lag bei 2,01 Personen und die durchschnittliche Familiengröße bei 2,45 Personen.
13,7 % der Bevölkerung waren jünger als 20 Jahre, 13,0 % waren 20 bis 39 Jahre alt, 30,0 % waren 40 bis 59 Jahre alt und 43,2 % waren mindestens 60 Jahre alt. Das mittlere Alter betrug 56 Jahre. 51,0 % der Bevölkerung waren männlich und 49,0 % weiblich.
Das durchschnittliche Jahreseinkommen lag bei 28.197 $, dabei lebten 11,8 % der Bevölkerung unter der Armutsgrenze.

## Geschichte
Im September 2024 wurde Steinhatchee während der Atlantischen Hurrikansaison 2024 von Hurrikan Helene schwer verwüstet.